# Eyjafjallajökull – Der unaussprechliche Vulkanfilm
Eyjafjallajökull – Der unaussprechliche Vulkanfilm ist eine 2013 erschienene französische Filmkomödie; Regie führte Alexandre Coffre.

## Handlung
Der Eyjafjallajökull, ein isländischer Vulkan, bricht gerade aus, als sich Alain und Valérie auf die Reise zu ihrer gemeinsamen Tochter machen, um an ihrer Hochzeit in Griechenland teilzunehmen. Weil aber Wolken mit Ascheteilchen die Triebwerke gefährden könnten, müssen in weiten Teilen Europas die Verkehrsflugzeuge vorsichtshalber am nächstgelegenen Flughafen landen.
Die beiden sind ein geschiedenes Ehepaar aus Frankreich und hassen einander abgrundtief. So beginnt eine abenteuerliche, nahezu unglaubliche Reise, um die Hochzeit ihrer Tochter Cécile nicht zu versäumen. Dabei müssen sie teils gemeinsam reisen und sabotieren einander nach Kräften, aber unterstützen sich auch gegebenenfalls. Die Reise führt über Deutschland, Österreich, Slowenien, Kroatien und Albanien nach Korfu in Griechenland – allerdings nicht ohne Probleme. Nach der Notlandung in München mieten sie einen Porsche Panamera, den sie zerstören, geraten an den religiösen Fanatiker Ezéchiel, der mit einer Armbrust bewaffnet ist, stehlen unter anderem ein Paketzusteller-Fahrzeug, einen Polizeiwagen und ein kleines Flugzeug, und in Albanien schießen sie versehentlich einen Adler ab – Albaniens Wappentier –, was ebenfalls für Unmut sorgt.
Bei der Einreise nach Griechenland müssen Alain und Valérie wiederum die Polizei austricksen. Gerade noch rechtzeitig erscheinen sie zur Hochzeit. Darüber sind sie erst einmal erleichtert. In ihrer Verliebtheit lässt sich Cécile von den Warnungen ihres Vaters nicht beirren, die Mutter sorgt mit einem Sexgeständnis für Unmut bei Alains neuer Partnerin Sylvie. Schließlich werden die beiden erneut verhaftet und beginnen von Neuem zu streiten.

## Sonstiges
Der Film erschien in Frankreich und in der Schweiz am 2. Oktober 2013.
Der Kinostart in Deutschland war am 31. Juli 2014.